# Ivan Galamian
Ivan Alexander Galamian (Tabriz, 23 gennaio 1903 – New York, 14 aprile 1981) è stato un violinista armeno, ritenuto uno dei più celebri pedagoghi del violino.
Il suo motto era un detto di Seneca: "imperare sibi maximum est imperium" (comandare sé stessi è il più grande dei poteri), frase incisa su una piccola targa che egli portava appesa nella cucina di Meadowmount, la scuola estiva dei suoi allievi. È la frase che meglio esprime i principi della sua scuola del violino.

## Biografia
Nato nell'allora Persia il 23 gennaio secondo il vecchio calendario, il 5 febbraio secondo quello attuale, si recò a Mosca con la famiglia nel 1904, dove trascorse l'infanzia. Nel 1919, a soli 16 anni, si diplomò in violino alla Scuola della Società Filarmonica di Mosca, nella classe del professore Konstantin Mostras. Nello stesso anno andò a Parigi, dove studiò privatamente con Lucien Capet (suggeritore della tecnica del "roulè", o arco rullato). Dal 1925 al 1929 fu membro della Facoltà nel Conservatorio Russo di Parigi. Nel 1937 si recò negli Stati Uniti, dove finì per stabilirsi; nel 1941 si sposò a New York con Judith Johnson. Nel 1944 fondò i corsi estivi di violino a Meadowmount, Westport (N.Y., vicino a Elizabethtown), e rimase direttore della scuola fino alla morte. Sempre dal 1944 al 1981 fu insegnante al Curtis Institute di Philadelphia, e dal 1946 fino alla sua scomparsa insegnante anche alla Julliard School di New York.
Nel 1954 ricevette la laurea ad honorem del Curtis Institute, nel 1966 ottenne quella dell'Oberlin College, nel 1968 quella del Cleveland College. Nel 1965 diventò membro onorario della Royal Academy of Music di Londra. 
Morì nel 1981 a New York.
Nel 1991 è stato pubblicato da Ricordi il libro Principi di tecnica e d'insegnamento del Violino/Principles of Violin Playing & Teaching, dove è contenuta tutta la spiegazione dettagliata della sua scuola dello strumento e tutto il lavoro compiuto durante la sua esistenza.

## Allievi
Lista parziale 
- William Barbini
- Vera Beths
- Serge Blanc
- Anker Buch
- Robert Canetti
- Stuart Canin
- Jonathan Carney
- Charles Martin Castleman
- Kyung-Wha Chung
- Dorothy DeLay
- Glenn Dicterow
- Philippe Djokic
- Eugene Fodor
- Miriam Fried

- Erick Friedman
- Joseph Genualdi
- Elizabeth A. H. Green
- Heimo Haitto
- Daniel Heifetz
- Ulf Hoelscher
- Carmel Kaine
- Kaoru Kakudo
- Dong-Suk Kang
- Martha Strongin Katz
- Ani Kavafian
- Ida Kavafian
- Chin Kim
- Young Uck Kim
- Helen Kwalwasser

- Fredell Lack
- Jaime Laredo
- Isidor Lateiner
- Sergiu Luca
- Vartan Manoogian
- Gil Morgenstern
- David Nadien
- Sally O'Reilly
- Margaret Pardee
- Itzhak Perlman
- Michael Rabin
- Gerardo Ribeiro
- Berl Senofsky
- Simon Shaheen

- Dmitrij Sitkoveckij
- Simon Standage
- Arnold Steinhardt
- Albert Stern
- Eva Szekely
- Arve Tellefsen
- Sally Thomas
- Gwen Thompson
- Andor Toth
- Charles Treger
- Donald Weilerstein
- Pinchas Zukerman
- Paul Zukofsky

## Revisioni
Selezione
- Bach, Concerto No. 1 (A minor) BWV 1041, 1958
- Bach, Concerto No. 2 (E major) BWV 1042, 1960
- Bach, Concerto for Two Violins (D minor) BWV 1043, 1960
- Bach, 6 Sonatas and Partitas for Solo Violin, 1971, (incluso facsimile dell’autografo)
- Brahms, Sonatas Op. 78, 100, 108, 1975
- Bruch, Scottish Fantasy Op. 46, 1975
- Conus, Concerto in E minor, 1976
- Dont, 24 Etudes and caprices for violin solo Op. 35, 1968
- Dont, 24 Studies preparatory to Kreutzer and Rode studies Op. 37, 1967
- Dvořák, Concerto in A minor Op. 53, 1975
- Fiorillo, 36 Etudes or caprices for violin,  1964
- Gaviniés, 24 Studies for violin, 1963
- Kreutzer, 42 studies for violin, 1963
- Mazas, Etudes Speciales Op. 36 Part 1, 1964
- Mazas, Etudes Brilliantes Op. 36 Part 2, 1972
- Paganini, 24 Caprices, 1973
- Rode, 24 Caprices, 1962
- Saint-Saëns, Caprice after a study in form of a waltz opus 52 no. 6 (trascr. di Eugene Ysaÿe), 1980
- Sinding, Suite in A minor Op. 10, 1970
- Tchaikovsky, Three Pieces Op. 42, 1977
- Vivaldi, Concerto in A minor, 1956
- Vivaldi, Concerto in G minor Op. 12, No. 1, 1973
- Vivaldi, Concerto for Two Violins in D minor Op. 3, No. 11, 1964
- Vivaldi, Concerto for Two Violins in A minor, Piccioli-Galamian, 1956
- Vieuxtemps, Concerto No. 5 in A minor Op. 37, 1957
- Wieniawski, Concerto No. 2 in D minor Op. 22, 1957
- Wieniawski, Ecole moderne. Etudes-caprices, Op. 10, 1973

## Scritti
- Ivan Galamian-Frederick Neumann, Contemporary Violin Technique, Volume 1, Galaxy Music Corp., 1966
- Ivan Galamian-Frederick Neumann, Contemporary Violin Technique, Volume 2, Galaxy Music Corp., 1966
- Ivan Galamian-Elisabeth Green, Principles of Violin Playing and Teaching, London, Faber & Faber, 1964; tr. it. di Renato Zanettovich, Principi di tecnica e d'insegnamento del Violino, Milano, Ricordi, 1991